# Iranecio taraxacifolius
Iranecio taraxacifolius là một loài thực vật có hoa trong họ Cúc. Loài này được (M.Bieb.) C.Jeffrey mô tả khoa học đầu tiên năm 1992.